# ديفيد مندوزا أيالا
ديفيد مندوزا أيالا (بالإسبانية: David Mendoza)‏ هو مدرب كرة قدم ولاعب كرة قدم باراغواياني، ولد في 10 مايو 1985 في San Ignacio, Paraguay ‏ في باراغواي. لعب مع سيرو بورتينيو وناسيونال أسونسيون.

## وصلات خارجية
- ديفيد مندوزا أيالا على موقع قاعدة بيانات كرة القدم.إي يو (الإنجليزية)
- ديفيد مندوزا أيالا على موقع Soccerway.com (الإنجليزية)